# Eternally
“Eternally”(이터널리)는 대한민국의 걸 그룹 오마이걸이 일본에서 발매한 세 번째 정규 음반이다. 타이틀 곡은 음반의 제목과 같은 ‘Eternally’로, 2020년 1월 8일 아리오라 재팬을 통하여 발매되었다.

## 구성
초도 한정판 A와 일반판(통상반)에는 여덟 곡이 실렸고, 초도 한정판 B에는 이 여덟 곡을 포함하여 총 열두 곡이 실렸다. 번안곡이 아닌 곡으로 멀리 떨어져 있어도 좋아하는 마음은 오래 남는다는 ‘Eternally’, 좋아하는 사람과의 시간을 선물에 비유한 ‘Precious Moment’, 밝은 느낌을 주는 ‘Fly to the Sky’ 등이 새롭게 실렸다. 음반 재킷 사진은 흰색 웨딩드레스를 입고 촬영하였는데, 오마이걸은 그 당시에 거리에서 의상을 입은 채 사진을 찍으며 놀기도 하였다고 감상을 밝혔다. ‘Eternally’는 소중한 사람과의 인연을 나타낸 곡이자, 멤버 사이의 관계나 멤버와 팬 사이의 관계를 나타낸 곡이며, ‘Fly to the Sky’는 다가오지 않은 미래를 희망적으로 노래한 곡이기도 하다. 반면 ‘Guerilla’는 데뷔 이후 게릴라전을 벌이는 것처럼 다양한 콘셉트로 활동해 오면서 만들어진 현재의 모습을 표상하는 곡으로, 오마이걸은 곡을 받은 지 이삼일 만에 급하게 녹음하였다고 한다.

## 발매 과정
2019년 10월 1일, 본 음반의 발매가 결정되었다. 10월 24일, 25일, 27일에 오마이걸이 일본 각지에서 진행한 투어 Zepp LIVE TOUR 2019 “starlight”에서 ‘Eternally’가 처음 공개되었다. 이 투어는 2019년 5월에 이미 개최할 것이 예정되어 있던 공연이었는데, 투어의 마지막 날이었던 도쿄에서의 투어에서 신곡 ‘Eternally’와 ‘Precious Moment’을 포함하여 17곡을 부른 뒤 투어가 2020년 1월까지 연장되기로 하였음이 발표되었다. 10월 30일, 일본의 온라인 음악 사이트에서 수록곡인 ‘BUNGEE Japanese ver.’의 다운로드 서비스가 개시되었다. 11월 27일, 총 세 종류의 음반 재킷과 함께 어떤 곡이 수록되는지가 공개되었다.
11월 29일, 타이틀 곡인 ‘Eternally’가 TV 아사히 계열의 음악 프로그램 《musicる TV》의 오프닝 테마곡으로 결정되어 송출되기 시작하였다. 12월 16일에는 ‘Eternally’가 일본의 온라인 음악 사이트에 공개되었다. 아울러 같은 날에 예약 구매자에게 점포별 특전 상품을 선착순으로 제공하는 계획과 함께, 특전 이미지가 결정되어 공개되었다. 이와 별개로 12월 11일에 타워 레코드에서는 일곱 곳의 점포를 지정하여 12월 14일부터 25일까지 해당 점포의 구매자를 대상으로 무작위로 프린트 사진을 증정하는 크리스마스 특별 이벤트를 개최한다고 발표한 적이 있다. 12월 26일에는 Zepp LIVE TOUR 2019 “starlight”에서 가창한 것을 촬영한 영상을 편집하여 제작한 ‘Eternally’의 뮤직 비디오가 유튜브를 통하여 공개됨과 함께, 음반에 실린 모든 곡이 디지털 싱글의 형태로 다운로드할 수 있게 되었다. 모든 신곡은 2020년 1월 4일과 5일에 양일간 열린 Zepp LIVE TOUR “starlight again”에서 가창하였다.

## 수록 내용
CD
| #  | 제목                       | 작사                           | 작곡                                           | 편곡 | 재생 시간 |
| -- | -------------------------- | ------------------------------ | ---------------------------------------------- | ---- | --------- |
| 1. | 〈BUNGEE (Japanese ver.)〉 | 서지음, 미미, Ito Chie         | Hyuk Shin, 정윤, Ashley Alisha, JJ Evans, MooF | 2:58 |           |
| 2. | 〈Eternally〉              | Yuichiro Tsuru, Sorato, sorano | Yuichiro Tsuru, Sorato, sorano                 | 4:13 |           |
| 3. | 〈Precious Moment〉        | alura, Sorato, MiRai           | alura, Sorato, MiRai                           | 4:23 |           |
| 4. | 〈Fly to the Sky〉         | TomoLow, Yui Mugino            | TomoLow, Yui Mugino                            | 4:09 |           |
| 5. | 〈Polaris〉                | Yumi Muroya, Sorato, Mayune    | Yumi Muroya, Sorato, Mayune                    | 3:43 |           |
| 6. | 〈Guerilla〉               | 서지음, 미미                   | Steven Lee, Joe Lawrence, Caroline Gustavsson  | 3:48 |           |
| 7. | 〈BUNGEE (Fall in Love)〉  | 서지음, 미미                   | Hyuk Shin, 정윤, Ashley Alisha, JJ Evans, MooF | 2:59 |           |
| 8. | 〈Love O'clock〉           | 서지음, 미미                   | Andreas Öberg, Maria Marcus                    | 3:57 |           |

| #   | 제목             | 작사          | 작곡                                                                                           | 편곡 | 재생 시간 |
| --- | ---------------- | ------------- | ---------------------------------------------------------------------------------------------- | ---- | --------- |
| 9.  | 〈Shower〉       | 서지음        | Steven Lee, Willie Weeks, Becky Jerams                                                         | 3:49 |           |
| 10. | 〈I FOUND LOVE〉 | 서지음, 미미  | David Anthony, Sophie White, Phoebe Brown                                                      | 3:35 |           |
| 11. | 〈B612〉         | 서지음, 미미  | Andreas Öberg, Xin Xin Gao, Darren Smith, Sean Alexander                                       | 4:08 |           |
| 12. | 〈Perfect Day〉  | Mafly, Keyfly | Andreas Öberg, Svante Halldin, Jakob Hazell, Hugo Bjork, Michael Lerios, Demitri Lerios, SYMON | 2:58 |           |